# Sièges de Huningue pendant les guerres de la Révolution française et du Premier Empire

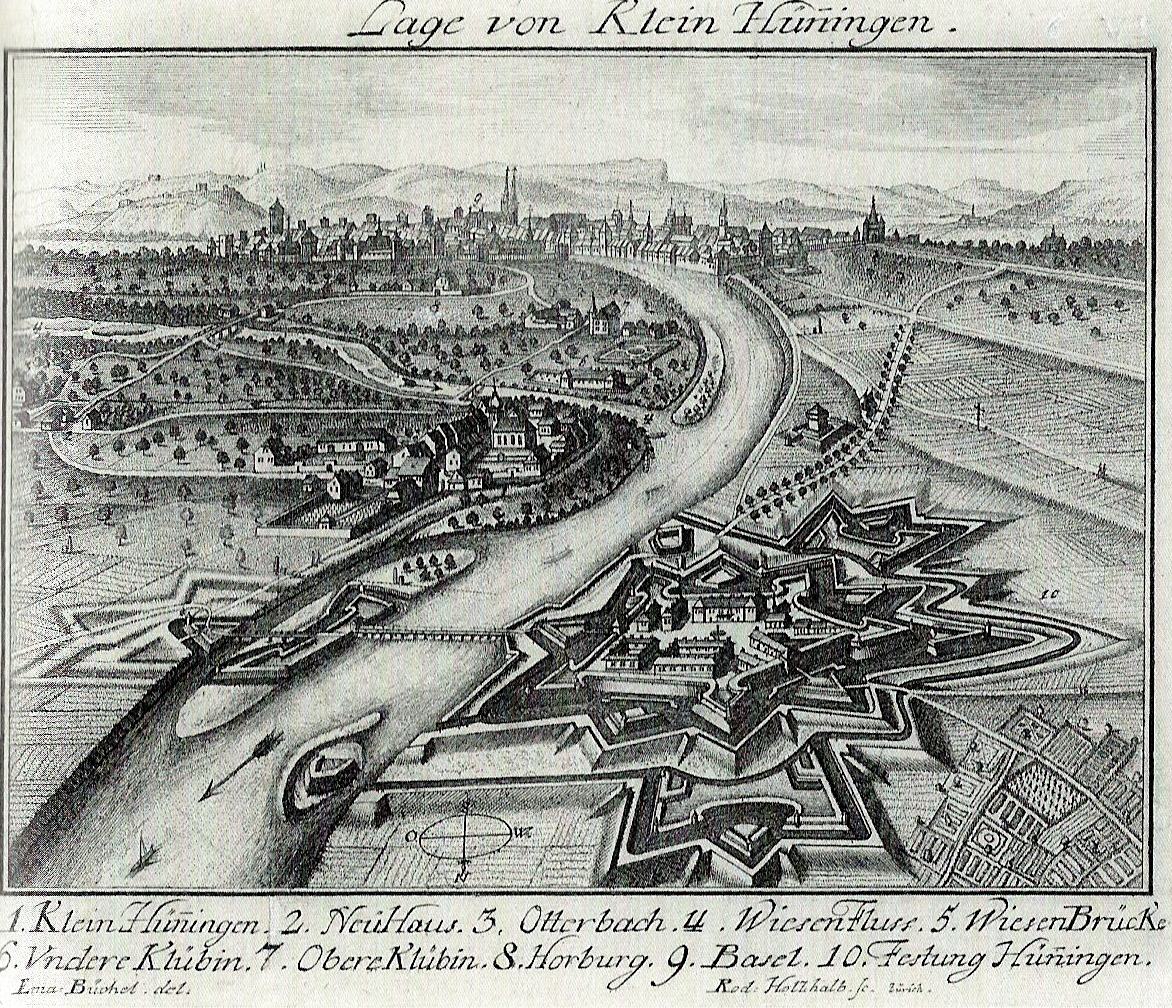
Vue cavalière de la forteresse de Huningue en 1749.

Huningue est un passage idéal pour les envahisseurs et son histoire qui se confond avec celle de toute cette région frontalière a subi 3 sièges durant les guerres de la Révolution française et du Premier Empire

## La forteresse de Vauban

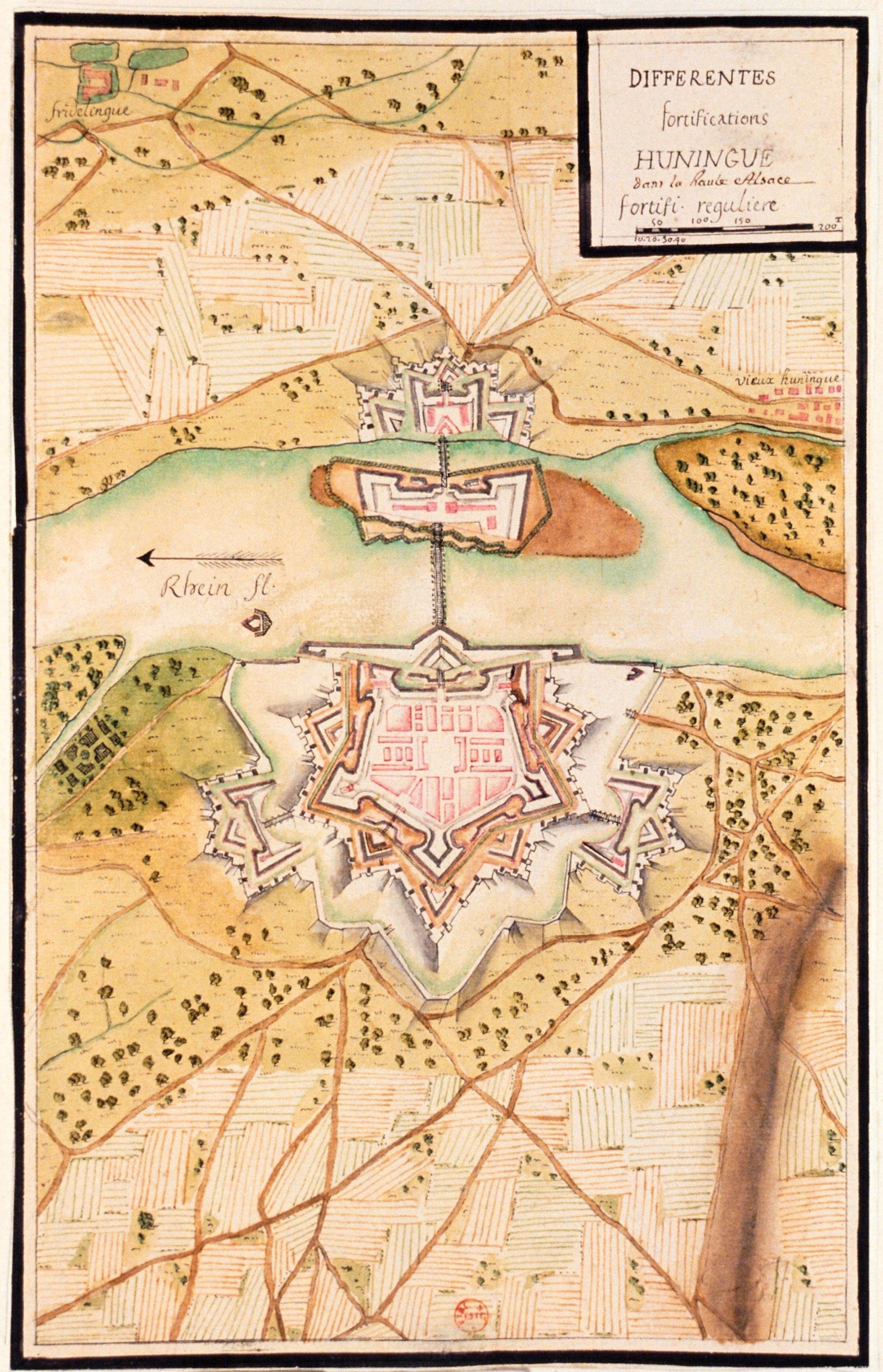
La citadelle construite par Vauban au XVIIe siècle.

## 1796-1797
« Les têtes de pont de Huningue, de Khell, de Cassel, etc. ont procuré ces grands avantages à l'armée française pendant la dernière guerre. »

— Simon François Gay de Vernon,  Traité élémentaire d'art militaire et de fortification

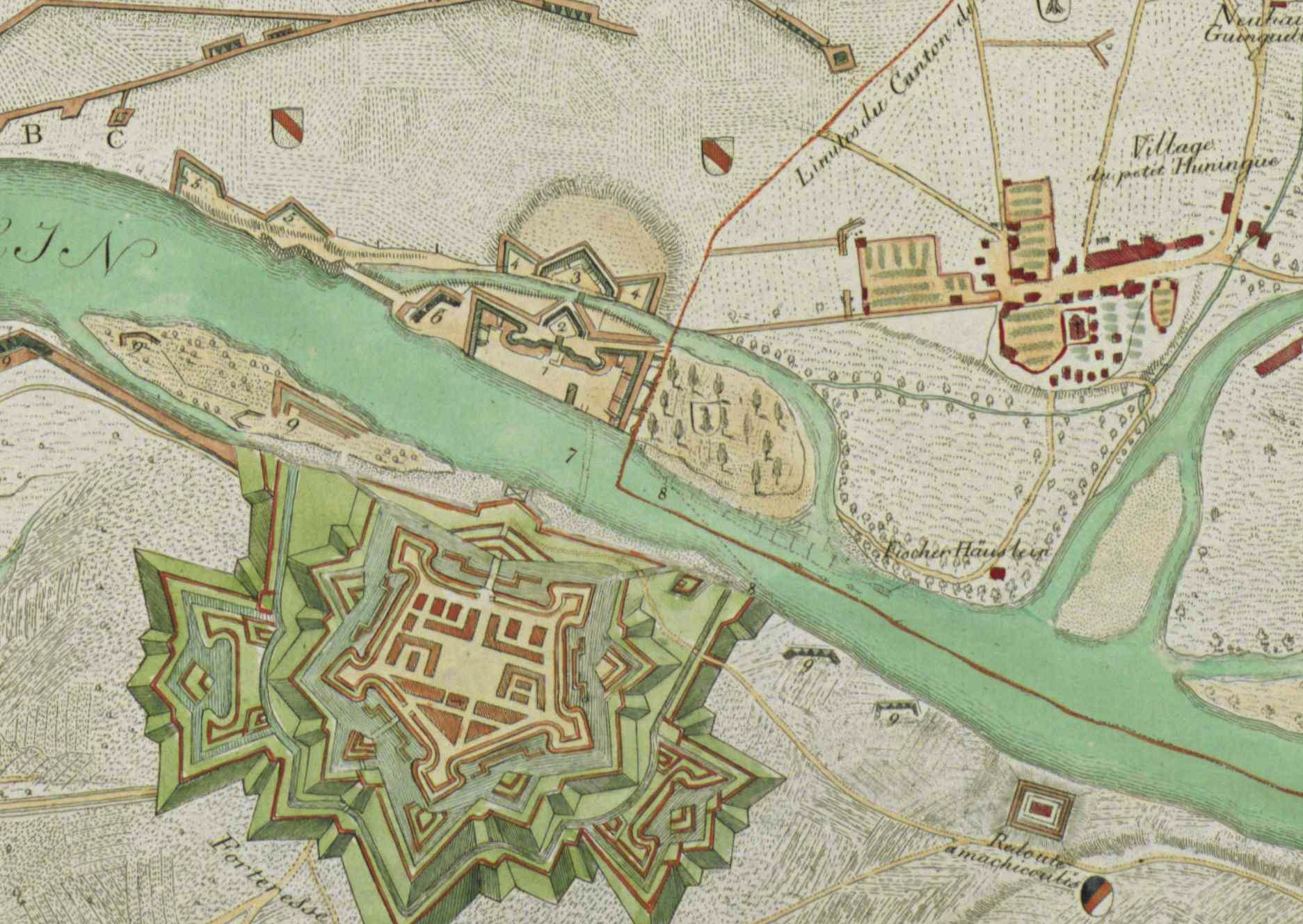
Plan des attaques et de la défense de la tête de pont de Huningue depuis le 22 octobre 1796 jusqu'au 1 février 1797, jour de la capitulation ; levé et dessiné par Charles Pinot.

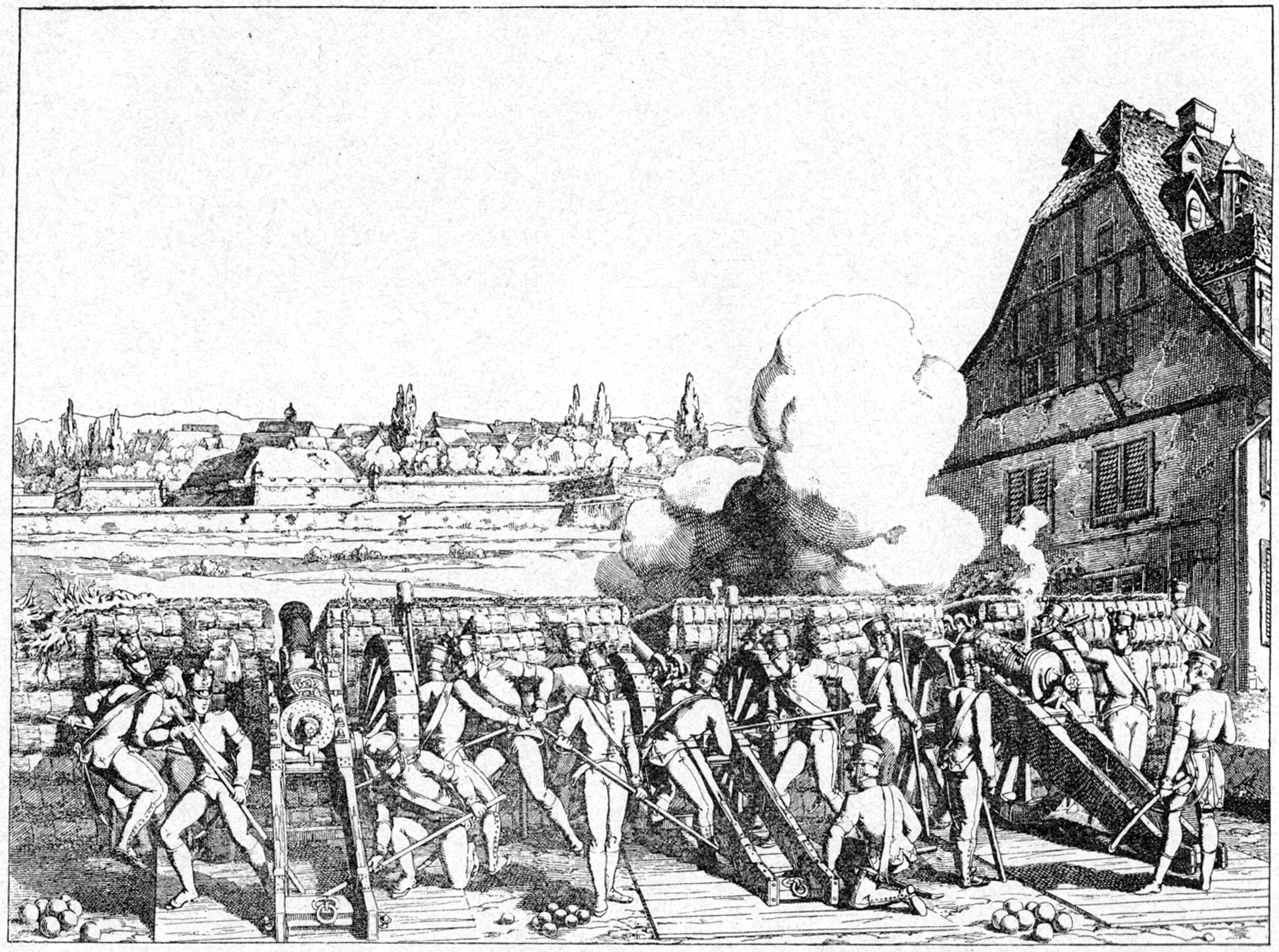
Batterie d'artillerie suisse pendant le siège de Huningue en 1815.

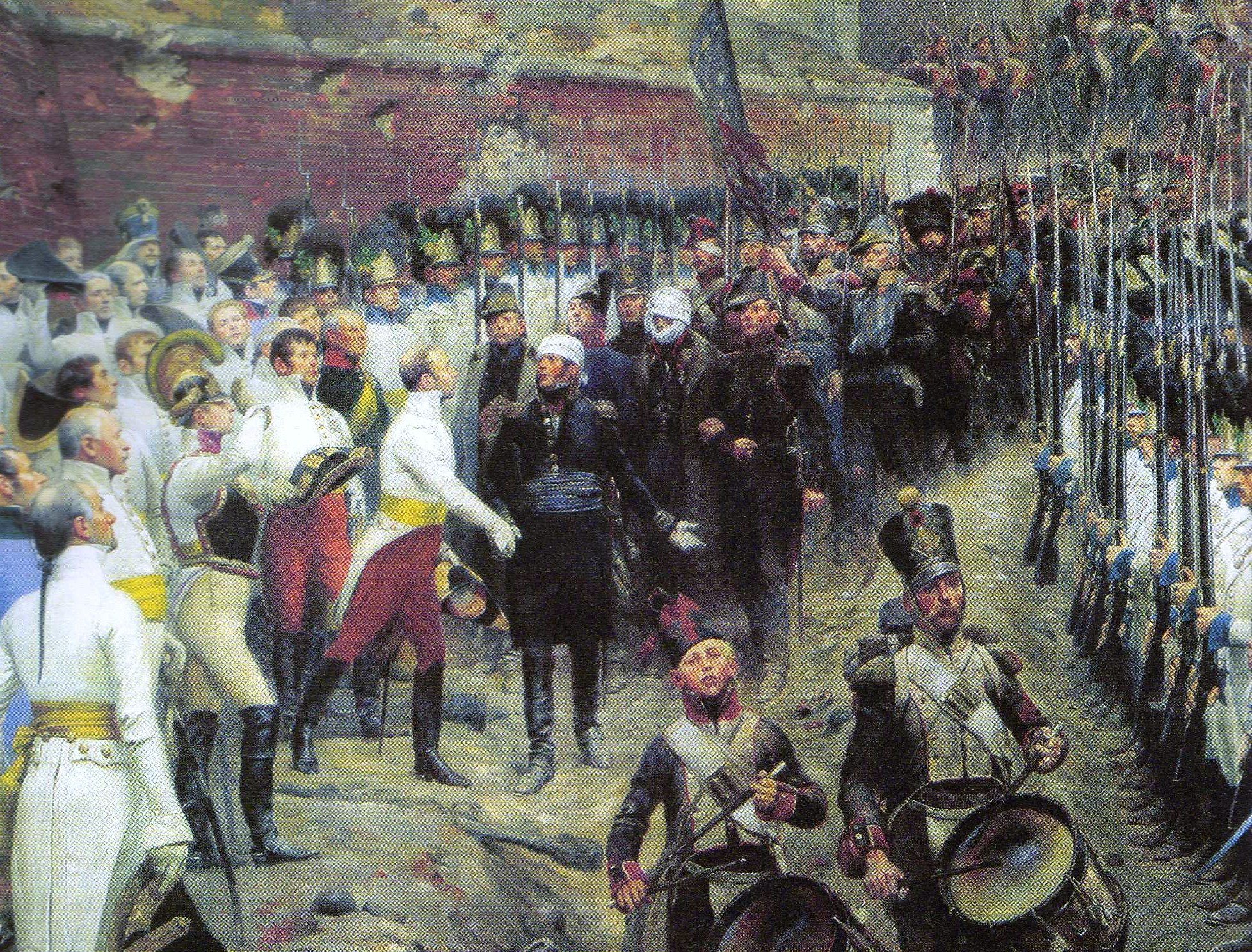
Sortie de la garnison de Huningue, par Édouard Detaille.

En 1796, l'archiduc Charles repousse l'armée du Rhin au-delà du fleuve, hors les têtes de pont de Kehl et Huningue. Il entreprend le siège de Kehl et envoie le lieutenant-général Karl Aloys zu Fürstenberg assiéger Huningue avec 20 000 hommes. La garnison française, forte de 3 000 hommes, est relevée tous les 10 jours. Elle est commandée par le général Jean Charles Abbatucci. Les Autrichiens installent leurs batteries entre le 4 et le 12 novembre et font une série de travaux d'approche jusqu'au 24 novembre sans que l'artillerie française parvienne à les en empêcher. Après deux bombardements massifs les 24 et 28 novembre, le général autrichien somme les Français de se rendre, ce qu'ils refusent. Cependant, le pont sur le Rhin est détruit et les assiégés ne sont plus ravitaillés que par barques. Le 30 novembre, après une forte canonnade, les Autrichiens donnent l'assaut avec 6 000 hommes. Ils s'emparent d'un avant-poste français mais sont repoussés devant l'ouvrage principal. Abatucci commande une contre-attaque et reprend l'avant-poste mais est mortellement blessé : il mourra le 2 décembre. Le général Georges Joseph Dufour lui succède. Après un répit, les tirs d'artillerie reprennent le 13 décembre. Le grand froid qui s'installe gèle le sol et rend les travaux de tranchée difficiles pendant quelques semaines. Les assiégés souffrent du manque de logements, détruits par les bombardements, et de combustible. La reddition de Kehl, le 10 janvier, permet aux Autrichiens de concentrer leurs moyens sur Huningue. Du 17 au 28 janvier, ils creusent des tranchées d'approche , les deux camps échangeant des tirs d'artillerie. Dans la nuit du 28 au 29, les Français font une nouvelle sortie et détruisent quelques pièces d'artillerie ennemie. Ils recommencent cette opération dans la nuit du 30 au 31. Le 31 janvier, l'archiduc Charles arrive au camp autrichien, amenant avec lui l'artillerie lourde et les bombes qui étaient déployées devant Kehl. Le 1er février à midi, le général Dufour, ayant tenu un conseil de guerre, décide de capituler. Un accord est signé dans la journée : la forteresse est remise le 5 février, la garnison se retirant vers la France avec armes et bagages. Ce siège de trois mois et demi, contre une forteresse réputée mineure, a coûté aux Autrichiens beaucoup d'hommes et de munitions et contribué indirectement au succès de l'armée française d'Italie au siège de Mantoue,.

## 1814
Lors de la campagne de France le colonel Jean-Hugues Chancel de l'armée napoléonienne, retranché à Huningue, résiste trois mois et demi aux Bavarois du général Friedrich von Zoller. Le siège commence le 21 décembre 1813 et se termine le 15 avril 1814.
L'acte de capitulation, signé le 14 avril 1814 à Bourglibre (nom républicain de Saint-Louis), spécifie que :
- La garnison, en vertu du décret du gouvernement provisoire français du 2 avril, est déliée de son serment de fidélité à Napoléon et reconnaît Louis XVIII pour souverain ;
- Les hostilités prennent fin ;
- Les Français acceptent l'occupation de la place en commun avec des troupes alliées en nombre égal aux leurs ;
- Le commandant provisoire des troupes françaises sera nommé par le général von Zoller, commandant de place, au nom de Louis XVIII et des puissances alliées ;
- Un inventaire sera fait des biens publics en attendant la décision des puissances alliées à leur sujet ;
- Tous les prisonniers de guerre seront rendus de part et d'autre et les gardes nationaux renvoyés dans leurs foyers ;
- Les soldats qui n'étaient pas sujets français avant la révolution seront rendus à leurs souverains respectifs, sauf décision contraire des puissances alliées[6].

## 1815
Lors de la Septième Coalition, Huningue est assiégée pour la troisième fois dès le 26 juin par 20 000 Autrichiens. Le général Barbanègre, à la tête d'une garnison de moins de 400 hommes, tient la ville durant 2 mois alors que Napoléon avait abdiqué depuis près de 20 jours. À sa reddition le 26 août, la ville n'était plus qu'une ruine.

« Huningue (28/07/1815-26/08/1815) :
Le général Joseph Barbanègre qui commande la garnison de Huningue (100 canonniers, 30 isolés, 5 gendarmes, 140 retraités et 120 douaniers, en tout 395 hommes) refuse de reconnaître l'armistice et il est assiégé à partir du 28 juillet 1815 par les troupes de l'archiduc Jean (15 000 hommes). Le 14 août, la tranchée est ouverte et 176 pièces mettent le feu à la ville sans intimider la garnison. Sommé de se rendre au nom de Louis XVIII, Barbanègre arbore le drapeau blanc mais refuse de livrer la place à l'étranger. Finalement, il capitule le 26 août sous la condition que la garnison ira rejoindre l'armée de la Loire. Une centaine d'hommes valides, reste de la garnison, défile fièrement devant l'archiduc Jean et les Autrichiens stupéfaits. »

— Alain Pigeard, Dictionnaire des batailles de Napoléon : 1796-1815
Le traité de Paris stipulera, en son article III, que les fortifications de Huningue seront rasées sans pouvoir être rétablies ni remplacées par d'autres ouvrages à une distance moindre de trois lieues de la ville de Bâle. Ces dispositions aboutiront au démantèlement de la cité Vauban de Huningue.